# 栂森 (八幡平)
栂森（つがもり）は、秋田県鹿角市と仙北市との境界にある標高1,359mの山。秋田焼山の一部。

## 概要
十和田八幡平国立公園（八幡平地区）に位置している。東には国見台があり、これらの山々は主としてハイマツに覆われている。近くには景勝地として知られる「毛せん峠」などがある。登山の場合はこれら三つの山々を縦走することとなる。登山口は後生掛温泉口と玉川温泉口とがある。

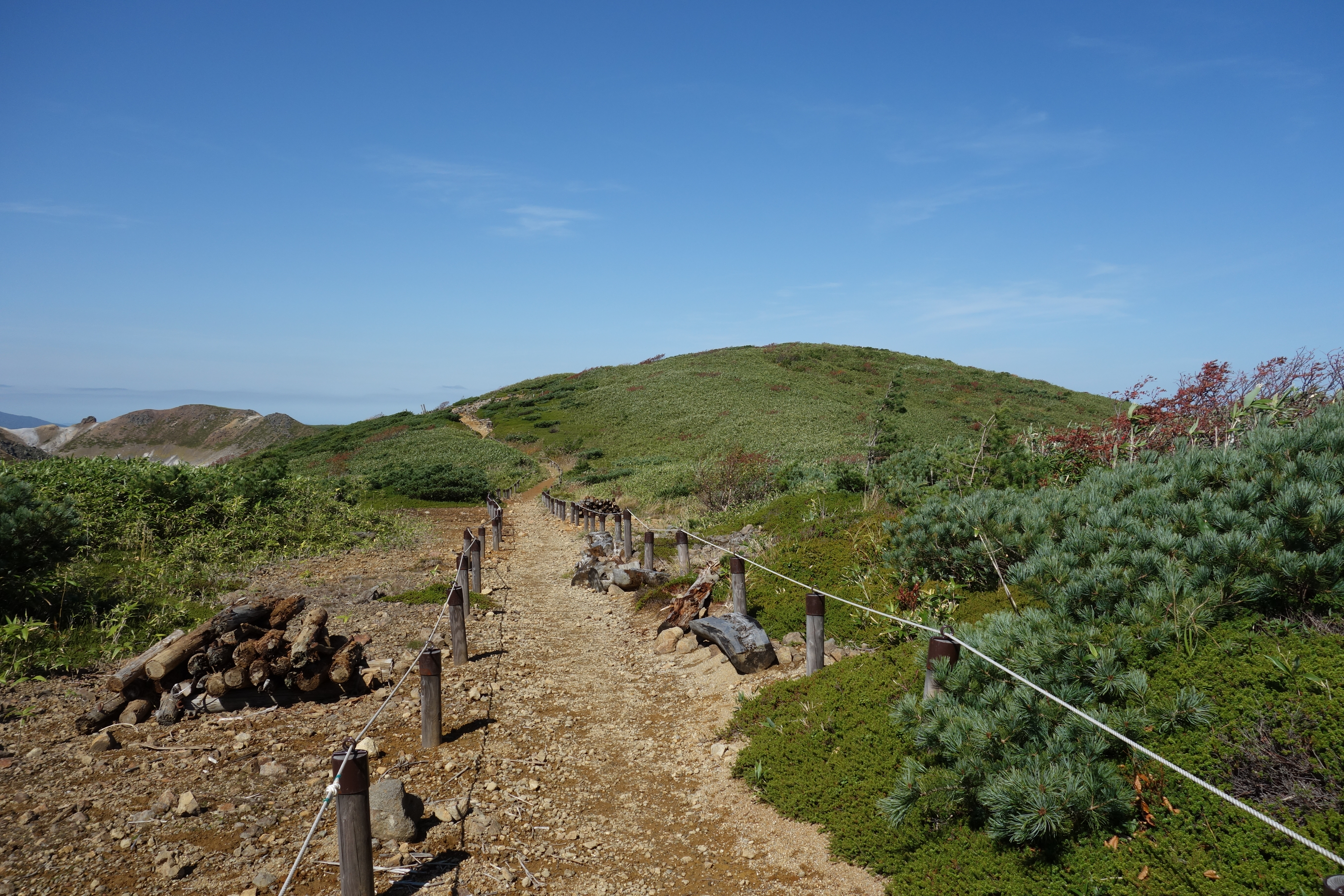
もうせん峠

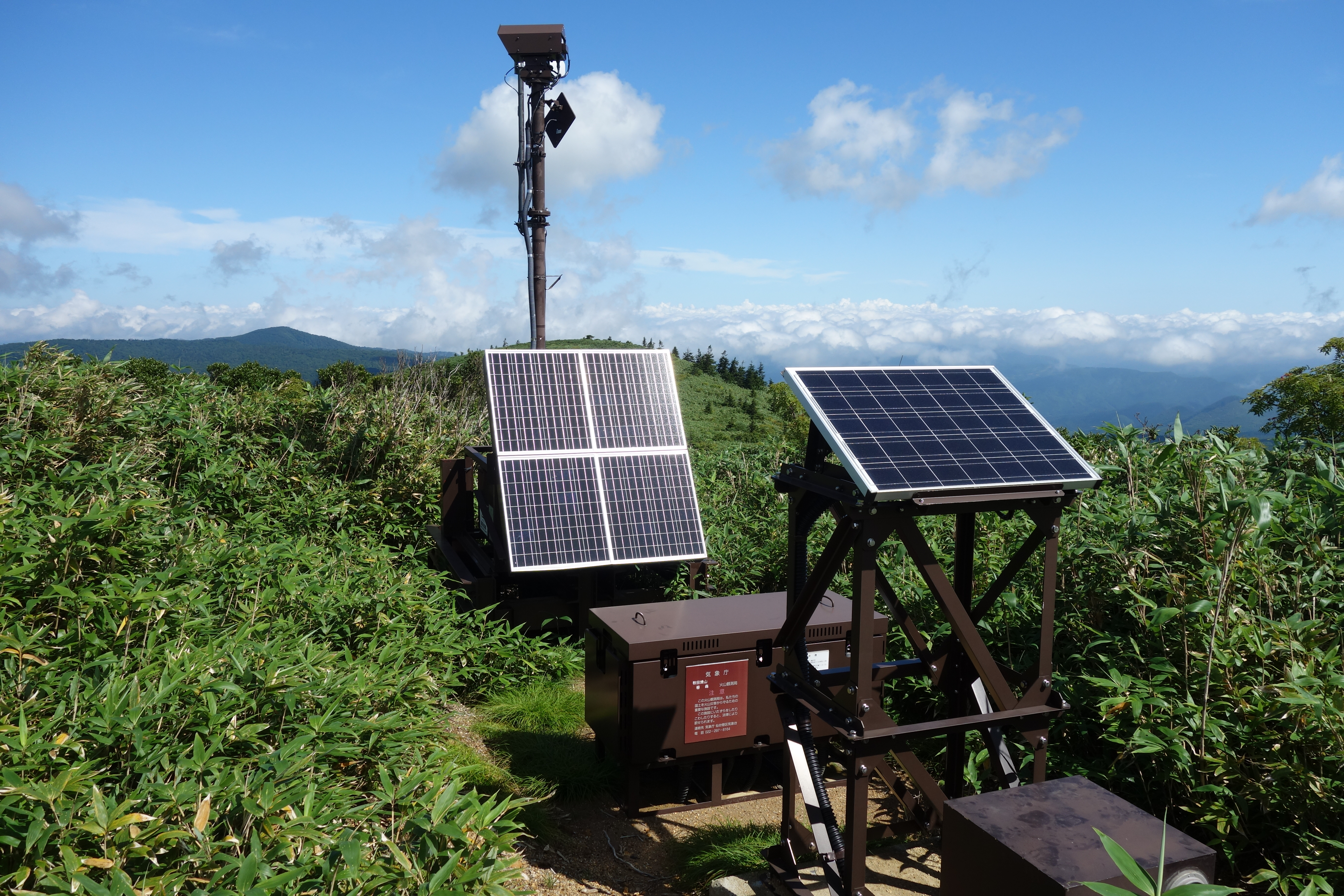
山頂監視カメラ

栂森の南方で登山道は尾根を越す。この付近でホシガラスの声をよく聞く。栂森の西斜面一帯を「もうせん峠」と呼び、焼山火山の噴出砂礫で覆われた緩斜面をしている。西北風を真っ向に受けるこの場所は風衝が著しく、背の高い樹木の生育はほとんど困難でその代わり見渡す限りガンコウランを主とする矮小灌木の大群落がひろがり、この種の群落としては日本最大規模を有している。ガンコウランに混じってコケモモ、イソツツジ、コメバツガザクラ、ミネズオウの生育があり踏めばクッションさながら寝転べば羽布団のようである。時にイワヒバリの営巣も見出される。
栂森山頂付近には、展望台・休憩所がある。また、山頂には環境省が設置した傾斜計と秋田焼山を監視する、可視カメラと熱映像カメラが設置されていて。2016年12月1日から観測が開始されている。

## 近くの山
- 国見台
- 秋田焼山